# Liste der Naturdenkmale in Vierherrenborn
Die Liste der Naturdenkmale in Vierherrenborn nennt die im Gemeindegebiet von Vierherrenborn ausgewiesenen Naturdenkmale (Stand 3. Juni 2024).

## Naturdenkmale
| Nr.         | Bezeichnung                   | Lage                                                       | Beschreibung                                            | Bild                                    |
| ----------- | ----------------------------- | ---------------------------------------------------------- | ------------------------------------------------------- | --------------------------------------- |
| ND-7235-394 | Vierherrenborn                | südlich von Hauptstraße 27; Flur Am Vierherrenbrunnen Lage | vor 1618 gefasste Quelle mit Rotbuche (Fagus sylvatica) | mehr Fotos \| Fotos hochladen           |
| ND-7235-397 | Eiche und Lärche am Rosenborn | westlich von Wiltinger Weg 39, Flur Rosenborngewann Lage   | Quercus sp. und Larix decidua                           | Direkt Bild zu diesem Denkmal hochladen |